# Pontificio seminario regionale abruzzese-molisano
Il Pontificio seminario regionale abruzzese-molisano "San Pio X" è il seminario che fa capo alla Conferenza episcopale dell'Abruzzo-Molise, in cui si formano i giovani aspiranti presbiteri appartenenti alle undici diocesi di cui la conferenza episcopale è composta. Ha sede a Chieti, in piazza Trento e Trieste. 

## Storia

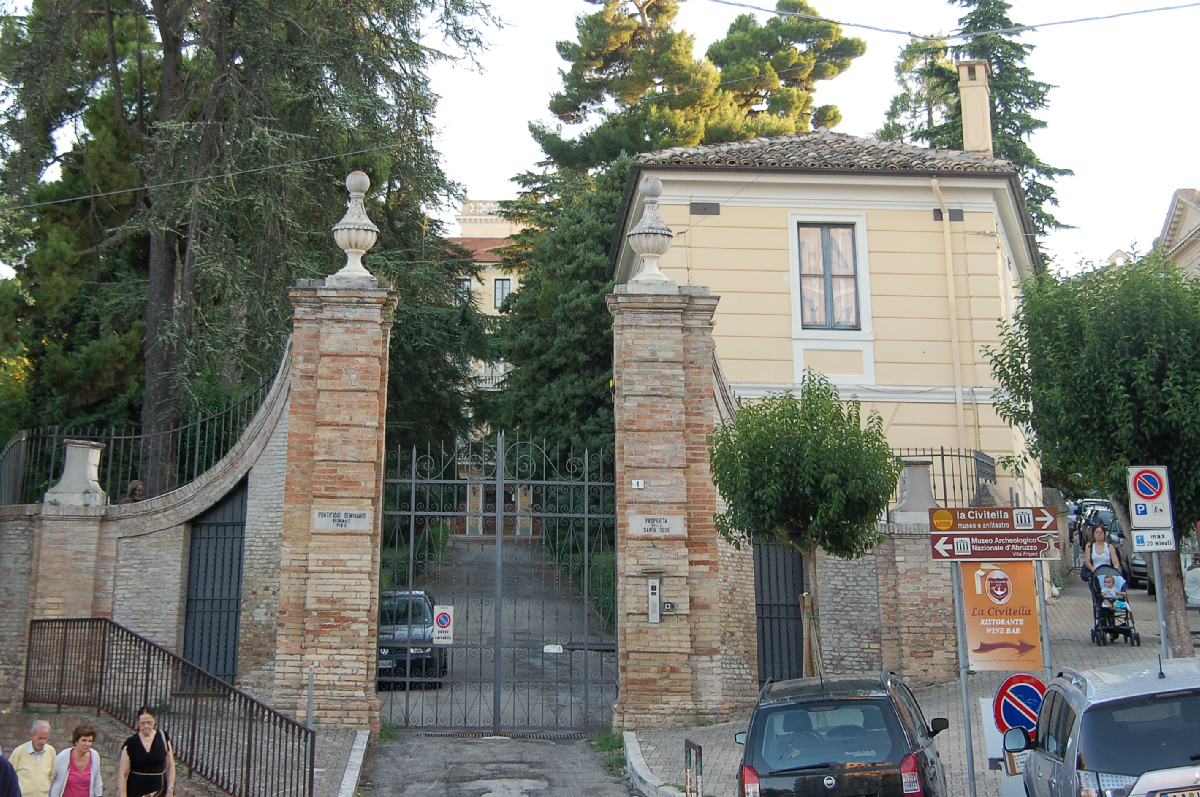
Ingresso da piazza Trento e Trieste

Al momento in cui il papa Pio X approvava le Norme per l'ordinamento educativo e disciplinare dei seminari d'Italia nel gennaio 1908, incoraggiando anche la nascita di seminari regionali, specie per le regioni del centro-sud Italia, un seminario interdiocesano abruzzese era già praticamente costituito nell'antica sede del Seminario diocesano di Chieti. Così i vescovi abruzzesi il 21 settembre 1908 si riunirono a Roma congiuntamente con l'allora visitatore apostolico Anselmo Pecci, per meglio definire la soluzione del problema formativo-vocazionale dei giovani aspiranti al sacerdozio, come anche della istituzione canonica di un unico Seminario interdiocesano. Il 2 ottobre 1908 la Congregazione dei vescovi e regolari ratificava ufficialmente le disposizioni assunte nel precedente 21 settembre. Si può pertanto ritenere la data del 2 ottobre 1908 come quella della erezione canonica del Seminario regionale di Chieti. La direzione del Regionale venne affidata dai vescovi d'Abruzzo, previa apposita convenzione scritta, ai padri della Congregazione della missione (Lazzaristi), i quali svolgeranno tale loro servizio dal 1908 al 1925 dapprima nella sede provvisoria del seminario diocesano teatino, quindi nella nuova sede, da subito pensata, ma inaugurata nel 1914 nell'ex villa Nolli di Chieti, proprietà donata dal suo possessore mons. Adami alla Santa Sede e ora da questa messa generosamente a disposizione dei vescovi a detto scopo. Il primo anno scolastico iniziò il 1º novembre 1908 e si concluse il 15 luglio dell'anno successivo, con 36 alunni variamente distribuiti nei quattro corsi di teologia. Dal 1909 arriveranno al Regionale di Chieti alcuni seminaristi provenienti da alcune diocesi del Molise (che fino al 1963 formava un'unica regione civile e amministrativa con l'Abruzzo), nonché dalla Puglia (una parte della Capitanata), poiché i Vescovi di questi territori così deliberato di comune accordo in una seduta del 20 giugno 1909 tenutasi a Teramo sotto la presidenza del delegato pontificio mons. Cisterna. Non meraviglia pertanto se all'apertura della nuova sede, nel 1914, il regionale di Chieti potrà accogliere seminaristi provenienti non solo dalle diocesi abruzzesi di L’Aquila, Chieti e Vasto, Lanciano e Ortona, Pescara e Penne ed Atri, Teramo, Valva e Sulmona, Marsi, bensì anche da quelle molisane di Larino, Termoli, Trivento, oltre che da quelle pugliesi di Ascoli Satriano e Cerignola, Bovino, Foggia, San Severo, Lucera e Troia. L'inaugurazione ufficiale è avvenuta il 17 luglio 1921. L'allora Sacra Congregazione dei Seminari e delle Università degli Studi provvide nel tempo sia al corpo dirigente del Seminario, quanto a quello culturale, con una speciale commissione di vigilanza scelta dal collegio dei Vescovi della regione. Nel 1928 il papa Pio XI concedeva al Seminario il privilegio di rilasciare tutti i gradi accademici, cosa mantenuta fino al 1931 quando, per le disposizioni della costituzione apostolica Deus scientiarum Dominus, al Seminario rimaneva la sola facoltà di rilasciare il grado accademico del baccellierato. Nel 1971, per le nuove norme emanate dalla Congregazione per l'educazione cattolica, all'interno del seminario è costituito l'Istituto teologico abruzzese, divenuto poi Istituto teologico abruzzese-molisano dall'anno accademico 1977-78, a seguito della ristrutturazione della Regione ecclesiastica abruzzese in Regione ecclesiastica abruzzese-molisana.

## Architettura
Il complesso è accessibile da piazza Trento e Trieste, seguendo il viale IV Novembre, per la villa comunale. Il complesso dispone della villa Nolli, della cappella maggiore e del seminario, più il giardino per attività ricreative, cinto in parte dalle mura su via Nicoletto Vernia, a sancire la divisione tra territorio comunale di Chieti e territorio di proprietà del Vaticano.
Accedendo dall'ingresso su Piazza Trento e Trieste, scandito da due pilastri, si arriva alla villa storica ottocentesca, oggi adibita agli uffici dei rettori e vescovi. La villa è in chiaro stile neoclassico alla romana, divisa in tre piani con ordini regolari di aperture. Sulla sommità, rivolta verso il piazzale del seminario vero e proprio, c'è una torretta quadrata con finestre ad oculo. Sulla sinistra si trova la cappella Maggiore del seminario, già di proprietà dei Nolli, dall'esterno rettangolare con tetto a capanna, l'interno sobriamente neoclassico, a navata unica, con scansione di paraste ioniche. 
Il seminario è un edificio rettangolare in stile monumentalista, attaccato alla villa, caratterizzato da avanxorpo centrale della facciata, sormontato da un cornicione con l'iscrizione SEMINARIO PONTIFICIO. Il seminario è dotato anche di una seconda cappella, ex sala dei vescovi, dedicata a Gesù Buon Pastore.

## Biblioteca del seminario
Fu fondata nel 1914, disponendo di un patrimonio di circa 35-000 volumi a stampa e periodici estinti e correnti, riguardanti le Sacre scritture, teologia, diritto canonico, filosofia, liturgia, patristica, storia della Chiesa. La biblioteca inoltre promuove e favorisce al ricerca scientifica degli alunni dell'Istituto Teologico Abruzzese-Molisano, e degli studiosi delle discipline teologiche e filosofiche.Nella sala di consultazione è collocata una riserva di libri adottati dai docenti nell'ambito dei corsi accademici dell'anno corrente. I testi antichi antecedenti il 1831 possono essere consultati soltanto sotto il controllo del personale di sala.

## Rettori
- Domenico Andrei, C.M. (1908-1917)
- Rocco Petroni, C.M. (1917-1920)
- Giacomo Molinari, C.M. (1920-1925)
- Roberto Nogara (1925-1932, nominato arcivescovo di Cosenza)
- Giovanni Maconi (1932-1933)
- Domenico Bornigia (1933-1954, nominato vescovo di Sansepolcro)
  - Luigi Fini, reggente (1954-1955)
- Cleto Bellucci (1955-1969, nominato vescovo titolare di Melzi ed ausiliare di Taranto)
- Enio Di Nino (1969-1976)
- Domenico Ramelli (1976-1992)
- Marco Trivisonne (1992-1996)
- Domenico Angelo Scotti (1996-2005, nominato vescovo di Trivento)
- Gino Cilli (2005-2016)
- Antonio D'Angelo (2016-2021, nominato vescovo titolare di Cerenzia ed ausiliare dell'Aquila)
- Luigi Primiano (2021-)